# Oficina de Enlace en Hong Kong
La Oficina de Enlace del Gobierno Popular Central en la Región Administrativa Especial de Hong Kong (chino: 中央人民政府駐香港特別行政區聯絡辦公室, abreviado como LOCPG o 香港中聯辦) es un órgano del Gobierno Popular Central de la República Popular de China en la Región Administrativa Especial de Hong Kong. Reemplazó a la Nueva Agencia de Noticias de China (NCNA) como representante del gobierno de China en Hong Kong en 2000.
La Oficina de Enlace se estableció en 2000 como el reemplazo de la Nueva Agencia de Noticias de China (NCNA), el representante no oficial del gobierno de la RPC en Hong Kong durante el período colonial desde 1949. Siguió a la NCNA para promover el frente unido pro-Beijing y coordinar candidatos pro-Beijing, movilizar simpatizantes para votar por partidos políticos "patrióticos" y orquestar clandestinamente campañas electorales. También supervisa las empresas del continente y tres periódicos pro-Beijing (Tai Kung Pao, Wen Wei Pao y Commercial Daily). También es responsable de dirigir las células del Partido Comunista Chino en Hong Kong.
La Oficina de Enlace tiene su sede en el barrio de Sai Ying Pun, y posee numerosas otras propiedades en Hong Kong.
La Oficina de Enlace ha sido oficialmente un puente de comunicación entre Beijing y Hong Kong. Según el sitio web de la Oficina de Enlace, las funciones oficiales de la oficina son las siguientes:
- Integrar la Oficina de Delegación Especial del Ministerio de Relaciones Exteriores en Hong Kong y la Guarnición de Hong Kong del Ejército Popular de Liberación (EPL).
- Integrar y ayudar a los departamentos relevantes del continente a administrar las organizaciones de inversión chinas.
- Promover intercambios y cooperación económica, educativa, científica y tecnológica, cultural y atlética entre Hong Kong y el continente, así como informar sobre las opiniones de los residentes de Hong Kong hacia el continente.
- Manejar temas relevantes que toquen a Taiwán.
- Emprender otros asuntos bajo la dirección del gobierno central.

A menudo fue criticado por actuar más allá de su jurisdicción y violar el principio de "Un país, dos sistemas" y la Ley Básica de Hong Kong debido a que "ningún departamento del Gobierno Popular Central y ninguna provincia, región autónoma o municipio directamente bajo el Gobierno Central puede interferir en los asuntos que la Región Administrativa Especial de Hong Kong administra por sí sola de conformidad con esta Ley" como se estipula en el Artículo 22 de la Ley Fundamental. 